# Isigonia limbata
Isigonia limbata är en spindelart som beskrevs av Simon 1897. Isigonia limbata ingår i släktet Isigonia och familjen spökspindlar. Inga underarter finns listade i Catalogue of Life.